# Novi Petrivtsi
Novi Petrivtsi (ukrainien : Нові Петрівці) ou Novye Petrovtsy (russe : Новые Петровцы) est un village situé dans le raïon de Vychhorod, lui-même situé dans l’oblast de Kiev, en Ukraine.

## Géographie
Il est situé en bordure du réservoir de Kiev sur le Dniepr, au nord de la capitale.

## Historique
Novi Petrivtsi est célèbre pour avoir accueilli le monastère Méjigirski puis la résidence présidentielle Mejyhiria. C'est aussi le lieu d'entrainement d'une unité du Direction générale du renseignement du ministère de la Défense ukrainien et du Musée des réalisations militaires ukrainiennes.

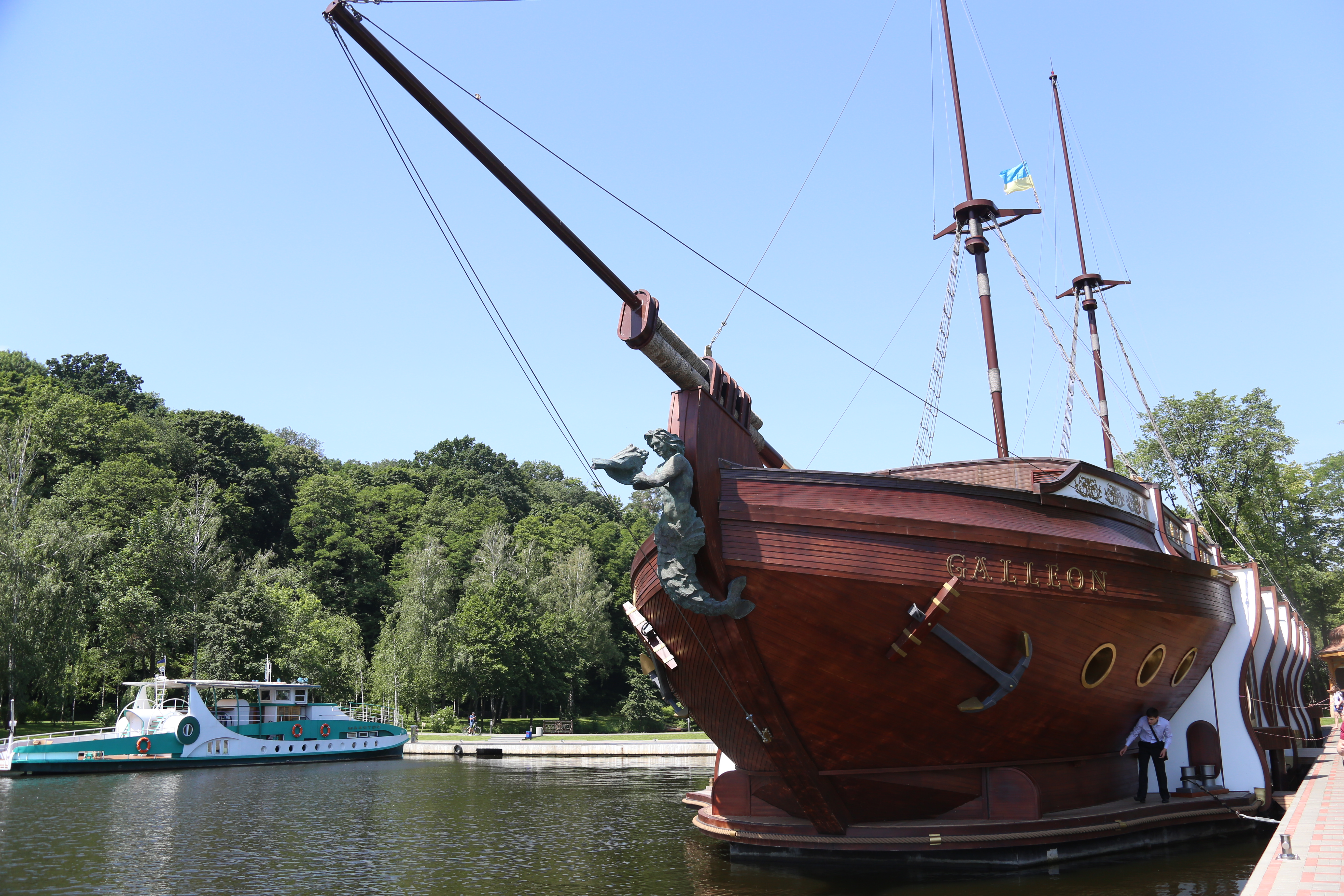
Le Galleon et le Maestro.
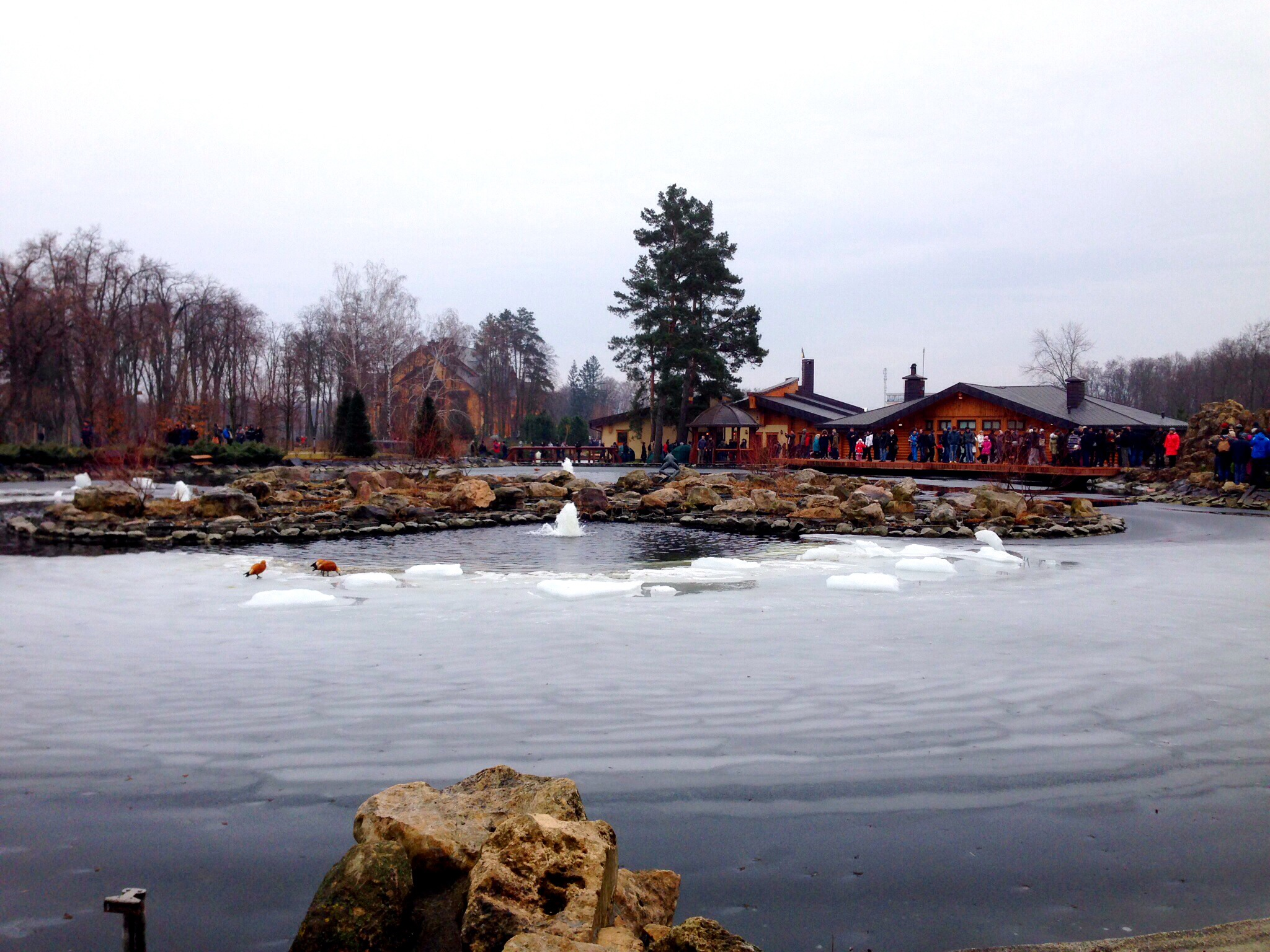
Le lac de la Mejyhiria.
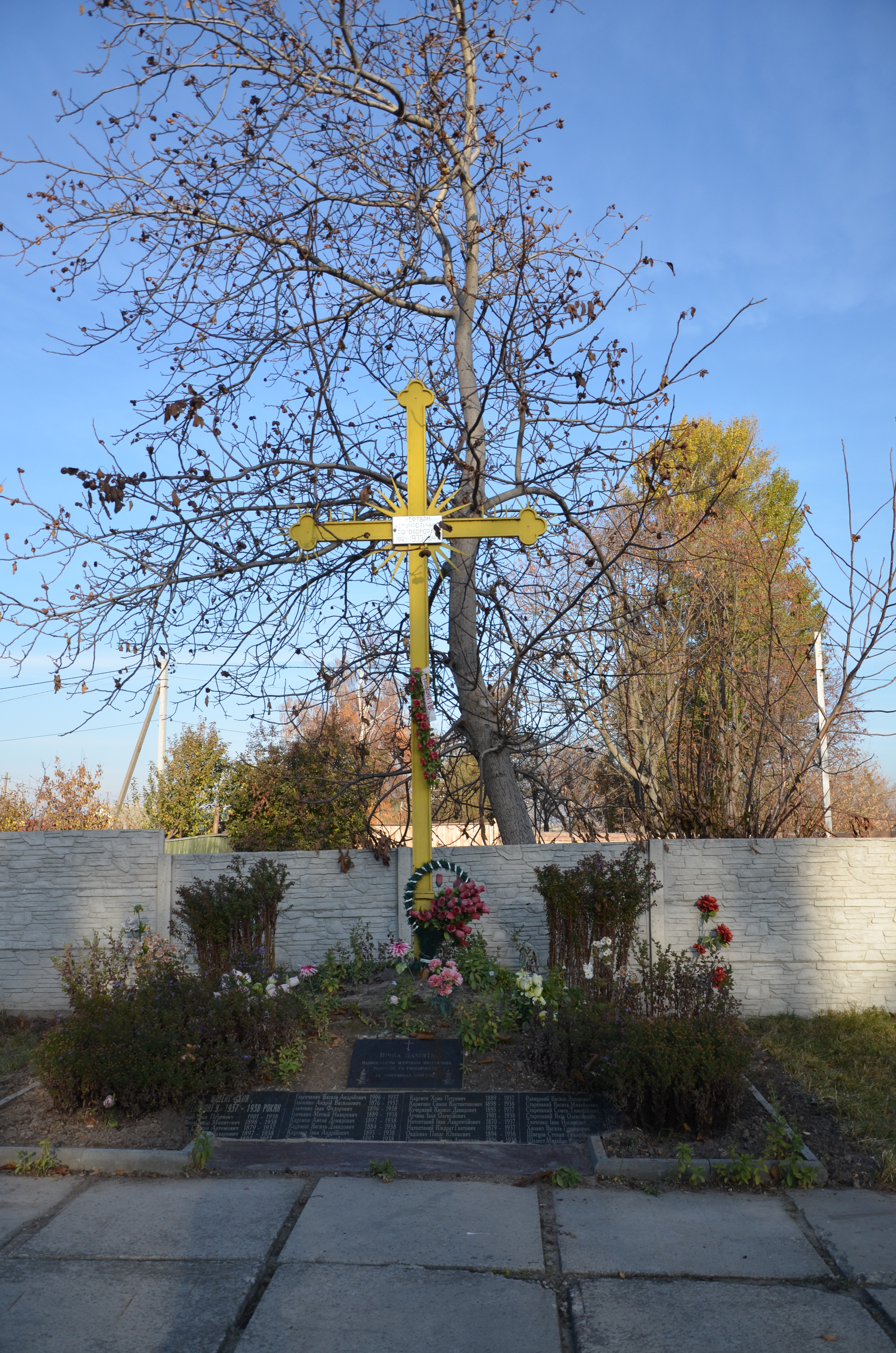
Mémorial de l'Holodomor, classé[1].
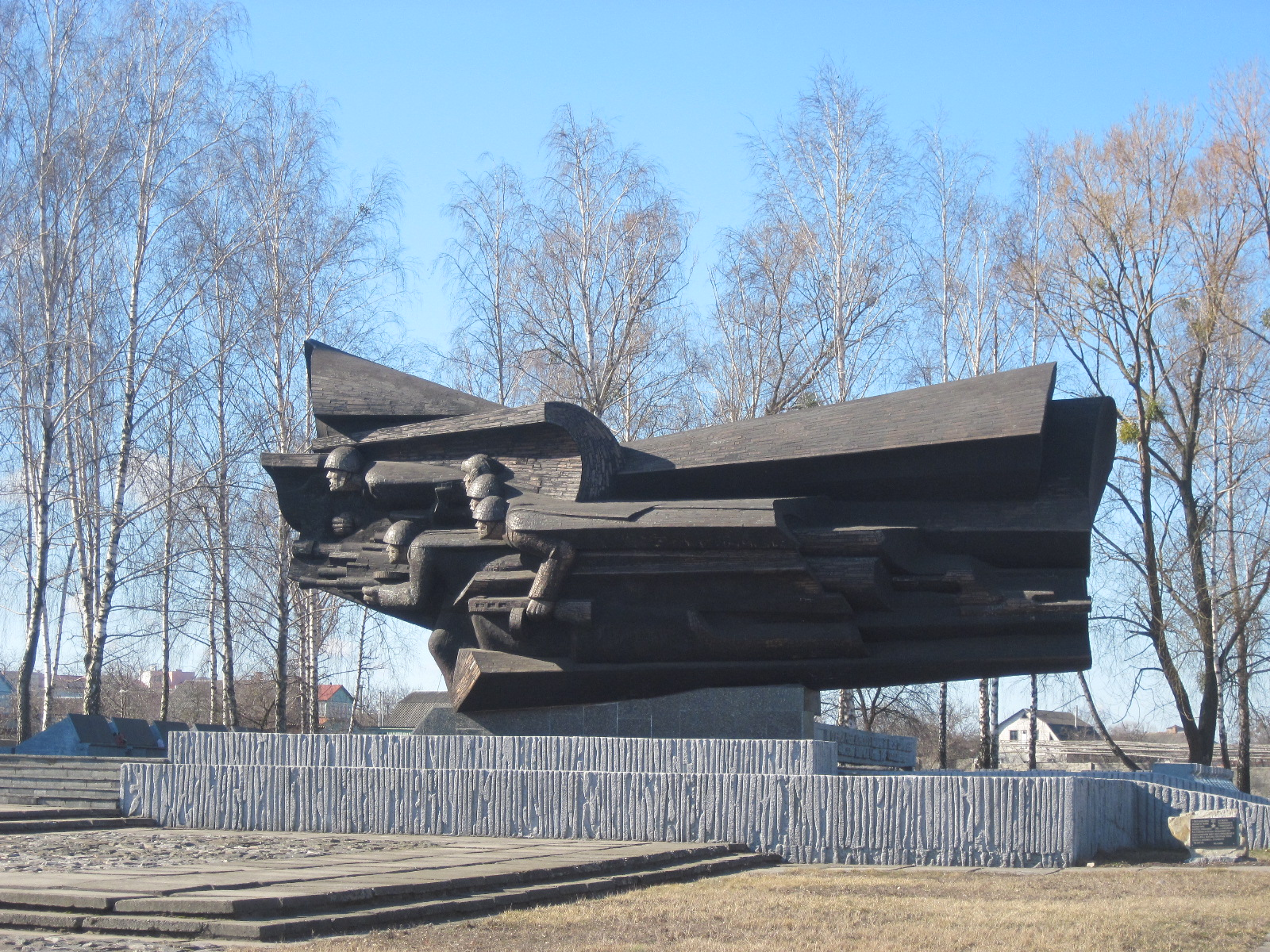
Mémorial à l'offensive de 1943, classé[2].
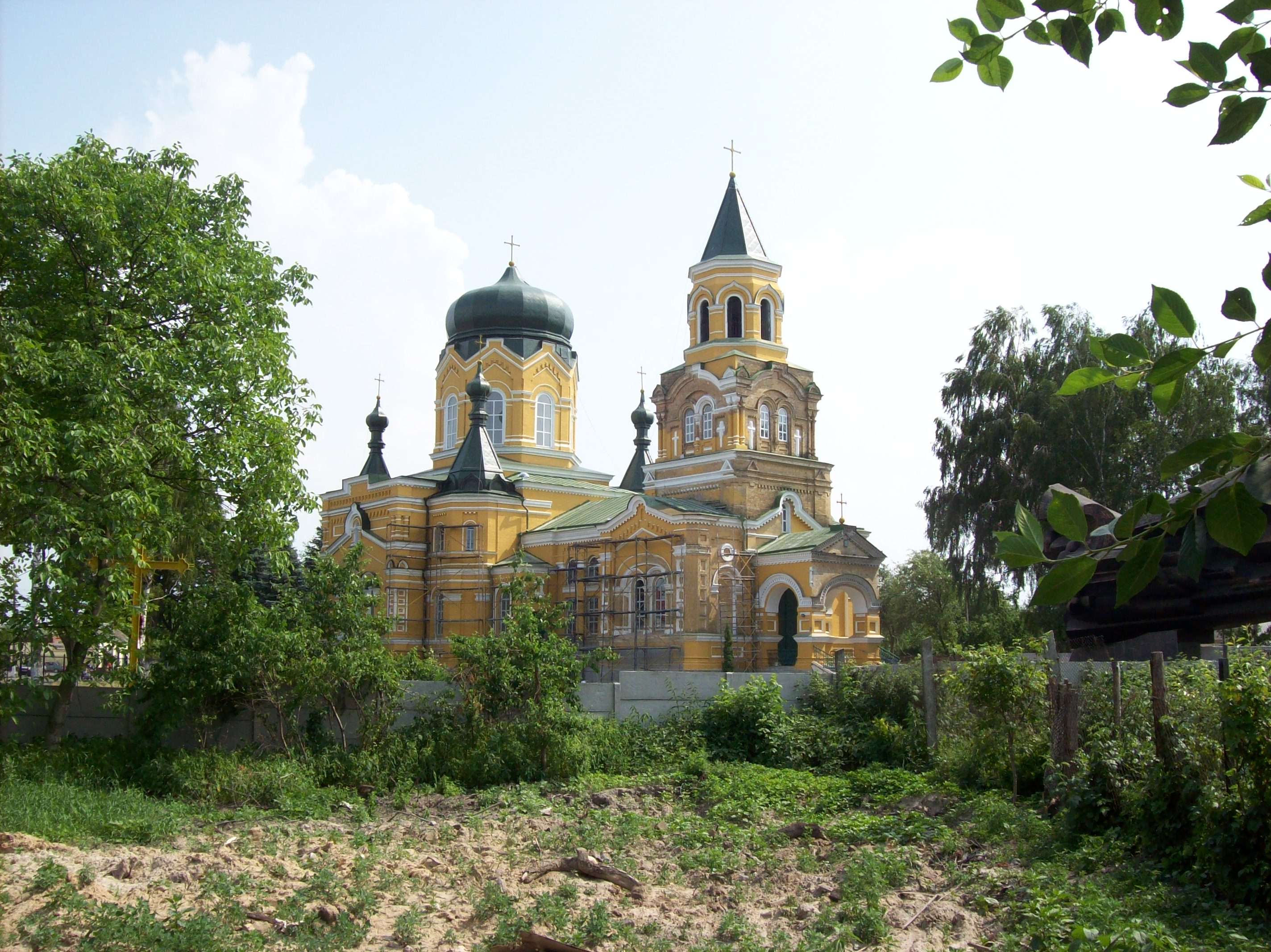
L'église de l'Intercession, classée[3].